# یواس‌اس ناراگنست (۱۸۵۹)
یواس‌اس ناراگنست (۱۸۵۹) (به انگلیسی: USS Narragansett (1859)) یک کشتی بود که طول آن ۱۸۸ فوت (۵۷ متر) بود. این کشتی در سال ۱۸۵۹ ساخته شد.